# The Divine Miss M
The Divine Miss M è il primo album in studio della cantante e attrice statunitense Bette Midler, pubblicato nel 1972.

## Tracce

### Edizione Originale
Side 1
1. Do You Want to Dance – 2:44 (Bobby Freeman)
2. Chapel of Love – 2:55 (Jeff Barry, Ellie Greenwich, Phil Spector)
3. Superstar – 5:11 (Bonnie Bramlett, Leon Russell)
4. Daytime Hustler – 3:34 (Jeff Kent)
5. Am I Blue – 5:25 (Harry Akst, Grant Clarke)

Side 2
1. Friends – 2:50 (Mark Klingman, Buzzy Linhart)
2. Hello in There – 4:17 (John Prine)
3. Leader of the Pack – 3:30 (George Morton, Barry, Greenwich)
4. Delta Dawn – 5:18 (Larry Collins, Alex Harvey)
5. Boogie Woogie Bugle Boy – 2:25 (Don Raye, Hughie Prince)
6. Friends – 2:54 (Klingman, Linhart)

### Disco 2 Edizione Deluxe (2016)
1. Chapel of Love (Single Mix) – 2:44 (Jeff Barry, Ellie Greenwich, Phil Spector)
2. Boogie Woogie Bugle Boy (Single Version) – 2:18 (Don Raye, Hughie Prince)
3. Do You Want to Dance? (Single Mix) – 2:55 (Bobby Freeman)
4. Friends (Single Mix) – 2:59 (Mark Klingman, Buzzy Linhart)
5. Old Cape Cod (Earliest Recording & Mix) – 2:52 (Claire Rothrock, Milton Yakus, Allan Jeffrey)
6. Marahuana (Earliest Recording & Mix) – 2:32 (Arthur Johnston, Sam Coslow)
7. Superstar (Alternate Recording) – 5:08 (Bonnie Bramlett, Leon Russell)
8. Saturday Night (Demo) – 3:09 (Randy Meisner, Don Henley, Glenn Frey)
9. Mr. Freedom & I (Demo) – 3:01 (Mark Klingman)

## Classifiche
| Classifica (1972) | Posizione raggiunta |
| ----------------- | ------------------- |
| Stati Uniti       | 9                   |